# Постріл у труні
«Постріл у труні» (рос. «Выстрел в гробу») — український комедійний двохсерійний художній фільм режисера Миколи Засєєва, знятий у 1992 році.

## Сюжет
Троє рецедивістів засновують у в'язниці Партію моргуністів. Гучні гасла новоявлених політичних лідерів подобаються народу, і партія швидко набрає популярність. Коли злочинців амністували, генерали КДБ стривожилися, що моргуністи можуть скласти їх протеже конкуренцію на виборах. Знешкодити трійцю було доручено недолугому спецагенту Степану Івановичу Суботі.

## У ролях
- Михайло Пуговкін — Бутилкін
- Спартак Мішулін — Булкін
- Георгій Віцин — полковник Закусняк
- Євген Моргунов — полковник Ковбасюк
- Світлана Копилова — танцівниця Стелла
- Степан Старичков — Степан Субота
- Богдан Бенюк — Роман, власник автомайстерні
- Наталя Сумська — дружина Романа
- Ігор Старигін — Макс
- Володимир Корєнєв — генерал Коньячков
- Віталій Коняєв — генерал Чячин

## Відгуки
Михайло Пуговкін критично висловлювався про фільм:

Засєєв хотів також, як Леонід Гайдай, робити речі чаплінського типу, і тому вирішив повторити Гайдая і створити нову трійку — це Євген Моргунов, Спартак Мішулін та я. Нічого з цього не вийшло. Люди дивились картину і не розуміли. Не було вибудованого сценарію, але найголовніше — не було кіно.  

Фільм загалом отримав негативні відгуки як від глядачів, так і від кінокритиків.

## Творча група
- Сценаристи: Михайло Черничук, Микола Засєєв
- Режисер-постановник: Микола Засєєв
- Оператор-постановник: Валерій Чумак
- Художник-постановник: В'ячеслав Рожков
- Композитор:Євген Крилатов
- Звукооператор: Людмила Любенська
- Режисер монтажу: Тамара Сердюк
- Директор картини: Світлана Петрова